# 杨遇春 (1902年)
杨遇春（1902年—？），字子青，男，山西阳曲人，中华人民共和国政治人物，曾任宁夏回族自治区政协副主席。